# 제주여자상업고등학교
제주여자상업고등학교(濟州女子商業高等學校)는 대한민국 제주특별자치도 제주시 건입동에 있는 공립 고등학교이다.

## 학교 연혁
- 1966년 1월 24일 : 제주여자실업고등학교 설립 인가(상업과 3학급, 가정과 3학급)
- 1966년 3월 8일 : 제주농업고등학교 구내에서 개교(상업과 23명, 가정과 13명 계 36명 입학)
- 1969년 11월 22일 : 학칙 변경 인가(제주여자상업고등학교로 교명 변경)
- 1972년 12월 18일 : 현 위치로 학교 이설(제주시 동문로 89-1)
- 2002년 2월 4일 : 국향오훈관(체육관) 준공
- 2015년 7월 18일 : 대한민국 행복학교 3년 연속 선정(교육부)
- 2017년 6월 30일 :  특성화고등학교 학과 개편(2018학년도 회계금융과 3학급, 글로벌유통과 2학급, 경영사무과 3학급)
- 2018년 7월 6일 : 국향미래관 및 명상의 숲 완공
- 2019년 12월 17일 : 직업계고 학점제 선도학교 운영 지정(교육부, 2020.3.1.~2023.2.28.)
- 2020년 2월 14일 : 2020년 특성화고 혁신지원 사업 선정
- 2025년 1월 7일 : 제57회 179명 졸업(누계 19,841명)
- 2025년 3월 1일 : 제27대 교장 진규섭 선생 취임
- 2025년 3월 4일 : 2025학년도 신입생 182명 입학

## 설치 학과
- 회계금융과
- 글로벌유통과
- 경영사무과

## 참고 자료
- 제주여자상업고등학교 - 한국교육학술정보원 학교알리미